# Bolivia i olympiska sommarspelen 2016
Bolivia deltog med tolv deltagare vid de olympiska sommarspelen 2016 i Rio de Janeiro. Ingen av landets deltagare erövrade någon medalj.

## Cykling

### Landsväg
| Idrottare   | Gren                | Tid             | Placering       |
| ----------- | ------------------- | --------------- | --------------- |
| Óscar Soliz | Herrarnas linjelopp | Fullföljde inte | Fullföljde inte |

## Judo
| Idrottare     | Gren                       | Omgång 1                 | Omgång 2             | Kvartsfinaler        | Semifinaler          | Återkval             | Final / BM           | Final / BM       |                  |
| Idrottare     | Gren                       | Motståndare Resultat     | Motståndare Resultat | Motståndare Resultat | Motståndare Resultat | Motståndare Resultat | Motståndare Resultat | Placering        |                  |
| ------------- | -------------------------- | ------------------------ | -------------------- | -------------------- | -------------------- | -------------------- | -------------------- | ---------------- | ---------------- |
| Martín Michel | Herrarnas mellanvikt −90kg | González (CUB) L 000–110 | Gick inte vidare     | Gick inte vidare     | Gick inte vidare     | Gick inte vidare     | Gick inte vidare     | Gick inte vidare | Gick inte vidare |

## Friidrott
Förkortningar
- Notera– Placeringar avser endast det specifika heatet.
- Q = Tog sig vidare till nästa omgång
- q = Tog sig vidare till nästa omgång som den snabbaste förloraren eller, i fältgrenarna, genom placering utan att nå kvalgränsen
- NR = Nationellt rekord
- N/A = Omgången fanns inte i grenen
- Bye = Idrottaren behövde inte tävla i omgången

Herrar
| Idrottare               | Gren                 | Final    | Final     |
| Idrottare               | Gren                 | Resultat | Placering |
| ----------------------- | -------------------- | -------- | --------- |
| Ronald Quispe           | Herrarnas 50 km gång | 4:02:00  | 30        |
| Marco Antonio Rodríguez | Herrarnas 20 km gång | 1:25:11  | 45        |

Damer
| Idrottare        | Gren                | Final    | Final     |
| Idrottare        | Gren                | Resultat | Placering |
| ---------------- | ------------------- | -------- | --------- |
| Ángela Castro    | Damernas 20 km gång | 1:32:54  | 18        |
| Wendy Cornejo    | Damernas 20 km gång | 1:35:17  | 31        |
| Stefany Coronado | Damernas 20 km gång | 1:37:56  | 43        |
| Rosemary Quispe  | Damernas maraton    | 2:58:32  | 117       |

## Simning
| Simmare                  | Gren                  | Heat  | Heat      | Semifinal        | Semifinal        | Final            | Final            |
| Simmare                  | Gren                  | Tid   | Placering | Tid              | Placering        | Tid              | Placering        |
| ------------------------ | --------------------- | ----- | --------- | ---------------- | ---------------- | ---------------- | ---------------- |
| José Alberto Quintanilla | Herrarnas 50 m frisim | 23,35 | 46        | Gick inte vidare | Gick inte vidare | Gick inte vidare | Gick inte vidare |
| Karen Torrez             | Damernas 50 m frisim  | 26,12 | 46        | Gick inte vidare | Gick inte vidare | Gick inte vidare | Gick inte vidare |